# Vitesse (cyclisme)

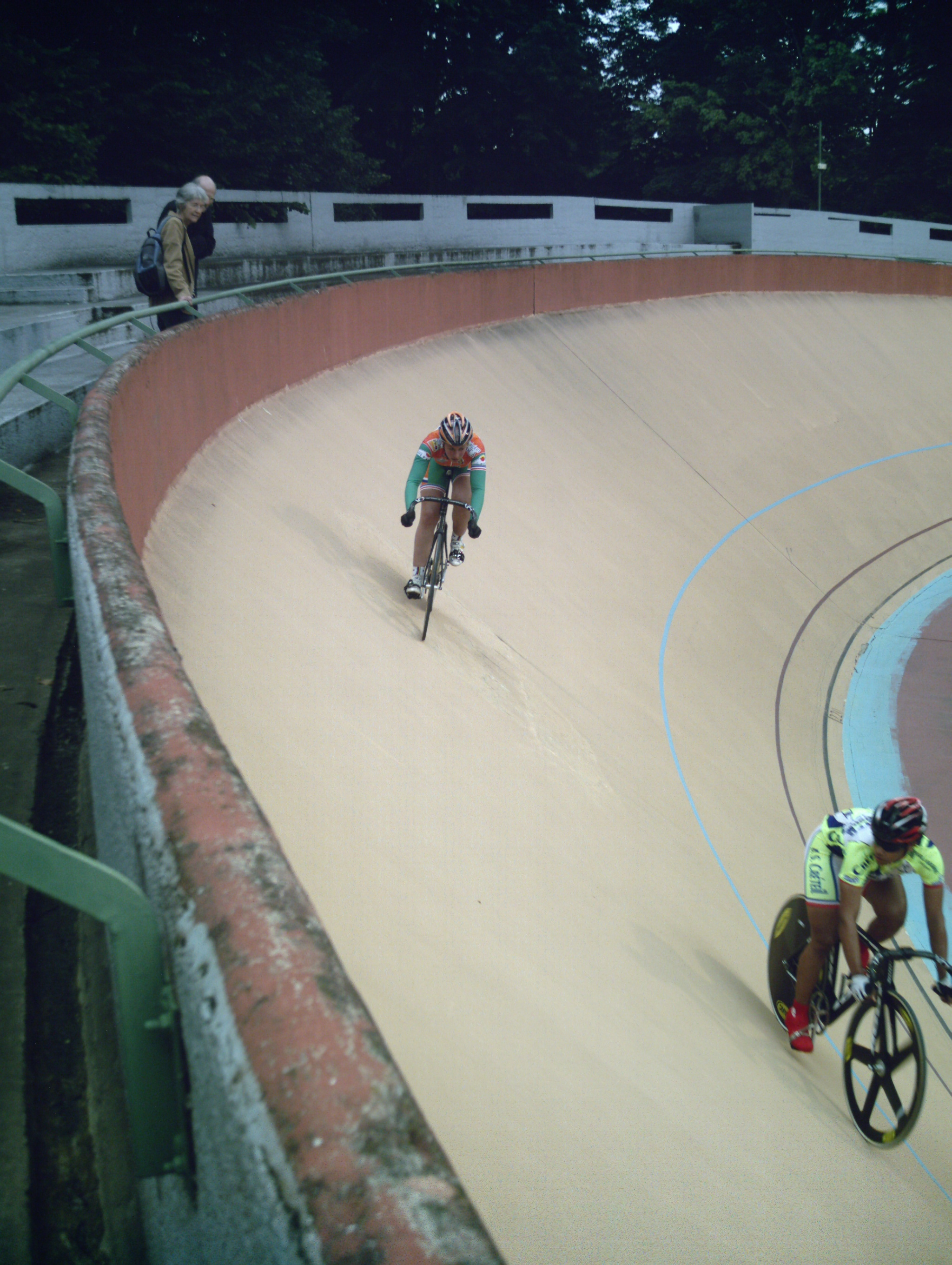
Vélodrome du parc de la Tête d'Or (Lyon, France). Vue du virage avant la ligne d'arrivée. Deux coureurs lors d'une manche de vitesse individuelle (cyclisme sur piste)

La vitesse sur piste, également dénommée “sprint” d'après le terme anglais, est une épreuve de cyclisme sur piste qui se court entre deux coureurs en opposition directe. Le départ est donné arrêté et les coureurs sont côte-à-côte sur la ligne de départ. Un tirage au sort définit lequel des deux partira en bas de la piste. La distance à parcourir est de 2 ou 3 tours de piste suivant la longueur de la piste. Le but est de passer la ligne d'arrivée le premier.
Dans certains cas, l'épreuve peut être courue à trois, quatre ou plus exceptionnellement. C'est notamment le cas pour les repêchages ou pour déterminer le bas des classements.
La tactique de course est très importante car celui qui est en tête peut se faire dépasser sur la ligne du fait de l'aspiration. L'ordre de départ est tiré au sort. Le premier tour est tactique et se fait habituellement à une allure modérée pour observer l'adversaire. Pour éviter la première place au moment du lancement final, il est admis que les deux coureurs effectuent du « surplace » dans une zone délimitée pour obliger l'autre à passer devant.

## Championnats du monde

### Vitesse masculine
Le championnat du monde masculin a été disputé sans interruption depuis 1895 à l'exception des deux périodes des guerres mondiales de 1914 à 1919 et de 1940 à 1945. Jusqu'en 1991, l'épreuve de vitesse a été organisée en deux épreuves distinctes, la vitesse amateur et la vitesse professionnelle. Depuis 1992, les titres professionnels et amateurs ont été réunifiés et sont devenus open.
Du côté professionnel, son premier vainqueur en 1895 a été le Belge Robert Protin et le plus récent en 2015 est le Français Grégory Baugé. Le champion le plus titré de toutes les périodes est le Japonais Kōichi Nakano qui a gagné le titre à 10 reprises de 1977 à 1986. Il devance le Belge Jef Scherens et l'Italien Antonio Maspes qui en ont remporté 7.
Du côté amateur, Daniel Morelon a été le sprinter le plus titré avec 7 victoires devant le Britannique William Bailey (avant 1914) et l'Allemand Lutz Hesslich avec quatre victoires.

### Vitesse féminine
Le règlement est le même que pour les hommes.
Cette épreuve féminine a été la première épreuve féminine, en même temps que la poursuite, à être intégrée aux Championnats du monde de cyclisme sur piste, en 1958. En 1988 et en 1992, le championnat du monde a été remplacé par l'épreuve olympique qui décerne le titre et le maillot arc-en-ciel pour une année.

## Variantes

### Keirin
Le keirin est une variante de la vitesse, à la différence qu'un nombre plus élevé (habituellement entre 6 et 8, voire 9 dans les courses au Japon) de coureurs s'affrontent. Les coureurs sont placés durant les premiers tours derrière un derny qui augmente lentement la vitesse de la course de 25 km/h à environ 50 km/h. Le derny quitte la piste à environ  700 mètres de l'arrivée. Il reste alors environ trois tours de piste pour départager les coureurs. Le premier coureur à franchir la ligne d'arrivée est le vainqueur.

### Vitesse par équipes
Cette discipline est également appelée vitesse olympique car c'est à l'occasion des Jeux olympiques qu'elle est apparue. Comme la poursuite par équipes, il s'agit d'une épreuve où  deux équipes sont opposées directement, leur départ est simultané sur les lignes diamétralement opposées de la piste. La course se déroule sur trois tours pour les hommes et deux tours pour les femmes. Le coureur qui est devant donne tout ce qu'il peut tout en réservant ses équipiers dans la roue, puis il s'écarte, le suivant fait de même et le dernier reste seul en piste pour terminer.